# 졸리타
졸리타(Zolita, 1994년 9월 23일 ~ )는 미국의 싱어송라이터이다.

## 음반 목록

### 정규 음반
- Evil Angel (2020)

### EP
- Immaculate Conception (2015)
- Sappho (2018)